# Afrikaanse kampioenschappen baanwielrennen 2016
De Afrikaanse kampioenschappen baanwielrennen 2016 zijn de tweede editie van de Afrikaanse kampioenschappen baanwielrennen. Ze werden van 15 tot en met 19 oktober 2016 in Casablanca, Marokko.

## Medaillewinnaars

### Mannen
| Onderdeel             | Goud                                                                           | Zilver                                                                                        | Brons                                                         |
| --------------------- | ------------------------------------------------------------------------------ | --------------------------------------------------------------------------------------------- | ------------------------------------------------------------- |
| Tijdrit (1 kilometer) | Jean Spies                                                                     | Abdelbasset Hannachi                                                                          | Yassine Aghaous                                               |
| Keirin                | Ahmed Galdoune                                                                 | Mikhail Yacin Chalel                                                                          | Ayoub Karrar                                                  |
| Sprint                | Yassine Aghaous                                                                | El Mehdi Laanaya                                                                              | Mohamed Ennasiry                                              |
| Teamsprint            | Marokko Mohamed Ennasiry Yassine Aghaous Mehdi Belfares                        | Algerije Abdelbasset Hannachi Yacine Hamza El Khacib Sassane                                  | Egypte Islam Shawky Islam Ramadan Abdullah Idris              |
| Achtervolging         | Mohcine El Kouraji                                                             | Abdelbasset Hannachi                                                                          | Abderrahim Zahiri                                             |
| Ploegenachtervolging  | Marokko Abderrahim Aouida Soufiane Sahbaoui Mohcine El Kouraji El Mehdi Chokri | Algerije Abdelbasset Hannachi Mohamed el Mahdi Seguouini El Khacib Sassane Abderrahmane Hamza | Egypte Islam Ragaey Abdullah Idris Islam Shawky Islam Ramadan |
| Puntenkoers           | Jean Spies                                                                     | Mikhail Yacin Chalel                                                                          | Ahmed Galdoune                                                |
| Scratch               | Mohcine El Kouraji                                                             | Abderrahim Aouida                                                                             | Abderrahmane Hamza                                            |

### Vrouwen
| Onderdeel           | Goud                                         | Zilver                                     | Brons                                        |
| ------------------- | -------------------------------------------- | ------------------------------------------ | -------------------------------------------- |
| Tijdrit (500 meter) | Fatima Zahra El Hiyani                       | Ebtisam Zayed                              | Nadia Skoukdi                                |
| Keirin              | Ebtisam Zayed                                | Nadia Skoukdi                              | Donia Rashwan Mahmoud                        |
| Sprint              | Ebtisam Zayed                                | Nadia Skoukdi                              | Mounia Benaji                                |
| Teamsprint          | Marokko Fatima Zahra El Hiyani Nadia Skoukdi | Egypte Ebtisam Zayed Donia Rashwan Mahmoud | Egypte Toka Khaled Ahmed Hamdia Hassam Helmy |
| Achtervolging       | Fatima Zahra El Hiyani                       | Ebtisam Zayed                              | Khadija El Moutchou                          |
| Puntenkoers         | Ebtisam Zayed                                | Fatima Zahra El Hiyani                     | Donia Rashwan Mahmoud                        |
| Scratch             | Nadia Skoukdi                                | Toka Khaled Ahmed                          | Hamdia Hassam Helmy                          |

## Medaillespiegel
| #      | Land        | Goud | Zilver | Brons | Totaal |
| ------ | ----------- | ---- | ------ | ----- | ------ |
| 1      | Marokko     | 10   | 5      | 6     | 21     |
| 2      | Egypte      | 3    | 4      | 7     | 14     |
| 3      | Zuid-Afrika | 2    | 0      | 0     | 2      |
| 4      | Algerije    | 0    | 6      | 2     | 8      |
| Totaal | Totaal      | 15   | 15     | 15    | 45     |